# الطوي (الصومعة)

تعديل مصدري - تعديل

الطوي هي إحدى قرى عزلة ال الثرياء بمديرية الصومعة التابعة لمحافظة البيضاء، بلغ تعداد سكانها 156 نسمة حسب تعداد اليمن لعام 2004.